# Ṭāʾ
Ṭāʼ (in arabo طاء‎? /tˁɑːʔ/) è la sedicesima lettera dell'alfabeto arabo. Nella numerazione abjad essa assume il valore 9.

## Origine
Questa lettera deriva secondo alcuni da  dell'alfabeto nabateo, secondo altri da ܛ dell'alfabeto siriaco. In ogni caso deriva da teth dell'alfabeto aramaico (), che nacque dalla teth dell'alfabeto fenicio ().

## Fonetica
Si tratta di una delle quattro consonanti (ظ, ط, ض, ص) dette enfatiche dall'arabistica tradizionale; la linguistica utilizza invece il termine faringalizzate, perché la radice della lingua comprime la faringe durante la pronuncia della consonante. Foneticamente corrisponde alla occlusiva alveolare sorda faringalizzata ([tˁ]).
La presenza delle quattro consonanti enfatiche comporta inoltre uno scurimento della vocale cui sono associate a causa di un fenomeno di assimilazione. Molto evidente è l'assimilazione della vocale di timbro a che viene attratta nella pronuncia posteriore fino a diventare /ɑ/ o /ɒ/.

## Scrittura e traslitterazione
Ṭāʼ viene scritta in varie forme in funzione della sua posizione all'interno di una parola:
| Forma isolata | Forma finale | Forma intermedia | Forma iniziale |
| ﻃ             | ـط…          | …ـطـ…            | …طـ            |

Nella traslitterazione dall'arabo è comunemente associata a ṭ.

## Sintassi
Ṭāʼ è una lettera solare. Ciò significa che quando ad una parola che inizia con questa lettera bisogna anteporre l'articolo determinativo (ال alif lām, al), è necessario pronunciarlo come se al posto della lettera lām ci fosse una seconda ṭāʼ.